# Metropolregion Santiago
Die Metropolregion Santiago (spanisch: Región Metropolitana de Santiago; kurz RM) ist eine administrative Region in Chile. Sie liegt ungefähr in der Mitte des Landes. Die Hauptstadt der Region ist Santiago de Chile, die ebenfalls die Hauptstadt von Chile ist. Mit über 7 Mio. Einwohner ist Metropolitana de Santiago die bei weitem bevölkerungsreichste Región und stellt das wirtschaftliche und kulturelle Zentrum des Landes dar.
Die Region grenzt im Norden und Westen an die Region V (Región de Valparaíso) und im Osten an Argentinien. Im Süden grenzt sie an die Region VI (Región del Libertador General Bernardo O’Higgins). Manchmal wird sie auch als Dreizehnte Region bezeichnet. Sie ist die einzige Region, die nicht an den Pazifik grenzt.
Obwohl sie von der Fläche sehr klein ist, ist sie trotzdem das administrative und wirtschaftliche Zentrum Chiles. Rund 40 % der Bevölkerung des Landes leben hier. Vierzig Prozent des Bruttoinlandsproduktes werden hier erwirtschaftet. Die Región beherbergt zudem wichtige politische Einrichtungen, wenngleich das chilenische Parlament, der Kongress, außerhalb der Región in Valparaíso tagt.

## Geographie
Santiago liegt in einem Talkessel, umgeben von den Gipfeln der Anden am Fluss Río Mapocho.
Die Región Metropolitana de Santiago besteht aus sechs Provinzen:
- Provinz Chacabuco: Hauptstadt Colina
- Provinz Cordillera: Hauptstadt Puente Alto
- Provinz Maipo: Hauptstadt San Bernardo
- Provinz Melipilla: Hauptstadt Melipilla
- Provinz Santiago: Hauptstadt Santiago
- Provinz Talagante: Hauptstadt Talagante

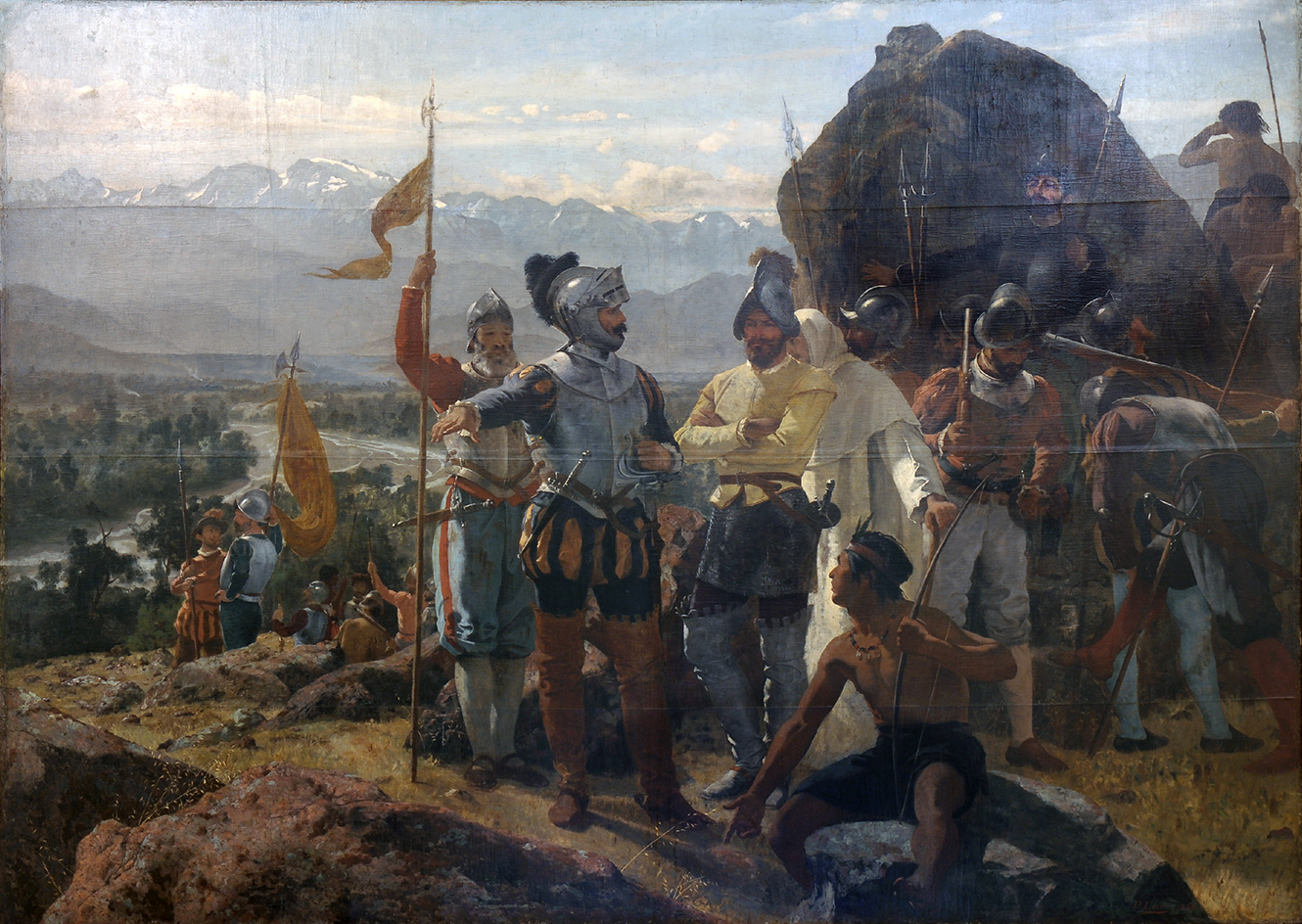
Gründung von Santiago de Chile durch Pedro de Valdivia 1541.

## Geschichte
Santiago wurde am 12. Februar 1541 von Pedro de Valdivia gegründet.
Südlich der Stadt liegt die Ebene, auf der am 5. April 1818 in der Schlacht von Maipú die Streitkräfte von Chile unter Bernardo O’Higgins Spanien besiegten. Dies begründete die Unabhängigkeit des Landes.

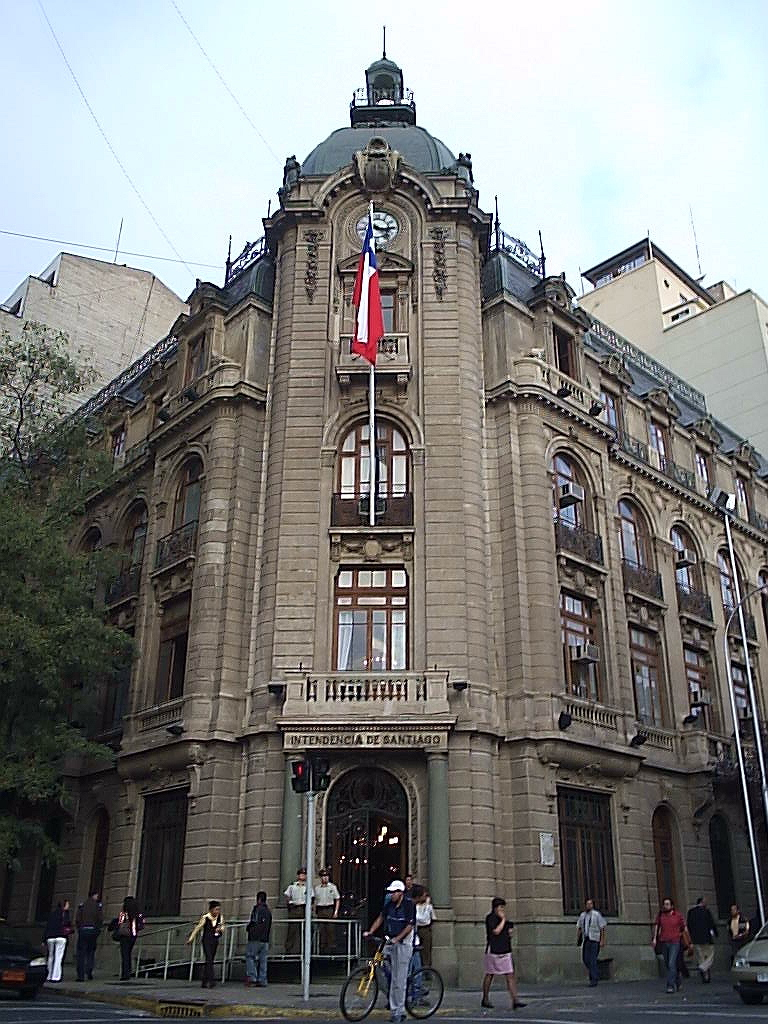
Verwaltungssitz der Región Metropolitana

## Wirtschaft
Die bedeutendsten Unternehmen Chiles haben ihren Sitz in Santiago, ebenso viele ausländische Dependancen. Santiago ist auch das Medienzentrum des Landes, die nationalen TV-Stationen senden aus der Hauptstadt, und hier erscheinen auch die bedeutendsten chilenischen Zeitungen: El Mercurio, La Segunda und La Tercera.
Die Region ist eines der größten Weinbaugebiete in Chile.